# El gran varón
«El gran varón», también conocida como Simón, el gran varón, es una salsa escrita por Omar Alfanno e interpretada por Willie Colón en su álbum Top Secret. Narra la historia de Simón, una mujer trans, que luego de un tiempo fallece a causa del VIH/sida.
A pesar de no ser lanzada nunca como un sencillo. Fue lanzada como el lado B de su canción «La palomilla». Ayudando a su popularidad, esto sumado a la gran rotación del disco llevó a «El gran varón» a convertirse en un éxito durmiente. Actualmente, se mantiene como una de las canciones más reconocidas de Willie Colón. Además de ser uno de sus mayores éxitos en Latinoamérica, España y a nivel mundial.

## Historia
La canción fue escrita en 1986 por el compositor panameño Omar Alfanno e interpretada por Willie Colón con su grupo Legal Alien. Se incluyó en el álbum Top Secrets de 1989, su último álbum grabado con el sello Fania, que fue disco de oro y platino, reeditado en 2006 en una versión remasterizada. El arreglo musical fue hecho por el puertorriqueño Isidro Infante.
Esta salsa alcanzó el primer puesto en las listas musical de diez países, y se encuentra en el puesto 23 en la lista Billboard de las 50 mejores canciones latinas de todos los tiempos.

## Significado
La canción cuenta la vida de Simón, rechazada por Andrés, su padre, por ser una mujer trans. Simón viaja a Estados Unidos e inicia su transición. Su padre fue a visitarla y le repudia. Años más tarde Simón muere de SIDA con solamente 30 años; el padre se arrepiente, pero es demasiado tarde. Según Alfanno, «El gran varón» es la biografía de una amiga suya de la adolescencia a la que dedica la canción.
«El gran varón» fue la primera canción en castellano que trata el tema del VIH/sida. Sin embargo, la canción no solo se ha considerado abanderada de los derechos LGBT, sino también una muestra del pensamiento homófobo que conciben a la homosexualidad como una desviación de lo natural. De hecho, al momento de su lanzamiento fue prohibida en muchas emisoras radiales.

## Versiones
Hay dos versiones hechas por Willie Colón en que varían las fechas: la original, de 6:54 min, en la que Simón nace en 1956 y muere en 1986 (se encuentra en Willie Colón, Super éxitos) y una posterior de 6:03 min, en la que Simón nace en 1963 y muere en 1993 (publicada en los álbumes en Willie Colón, Sólo éxitos y en Willie Colón y Rubén Blades, Frente a frente).
Por otro lado, muchos otros grupos y cantantes han versionado esta canción, tanto en salsa como en otros estilos musicales. La Sonora Kaliente grabó una versión, del cual se vendieron seis millones de copias. En 2007, el colombiano Danny Frank también hizo lo propio con la canción de Willie Colón. Una versión reggae es interpretaba por el grupo tinerfeño Eclipse Reggae. Una versión rap ha sido realizada por el rapero Jako. Por su parte, dos grupos la han interpretado en versión cumbia: Damas Gratis y La Sonora Tropicana.

## En otros medios
Simón, El gran varón es una película mexicana de 2002 inspirada en el tema de la canción. Fue dirigida por Miguel Barreda Delgado en un estilo cercano a una telenovela. Contó con la participación de Alberto Estrella, Víctor Carpinteiro y Alicia Encinas.
En Esta historia me suena de Televisa, un capítulo fue dedicado a recrear la historia de Simón.